# Dariusz Wódke
Dariusz Wódke (* 26. Februar 1957 in Warschau) ist ein ehemaliger polnischer Säbelfechter.

## Erfolge
Dariusz Wódke gewann 1979 in Melbourne mit der Mannschaft die Bronzemedaille bei den Weltmeisterschaften. Diesen Erfolg wiederholte er mit ihr 1981 in Clermont-Ferrand. Noch erfolgreicher verlief die Einzelkonkurrenz, in der er vor Imre Gedővári Weltmeister wurde.